# Cirrhilabrus solorensis
Cirrhilabrus solorensis is een  straalvinnige vissensoort uit de familie van de lipvissen (Labridae). De wetenschappelijke naam van de soort werd in 1853 gepubliceerd door Bleeker. Tot 2021 werden ook de dieren die nu als Cirrhilabrus aquamarinus worden benoemd (dat was onder meer de hele populatie die in aquaria werd gehouden), als onderdeel van deze soort opgevat.
De soort staat op de Rode Lijst van de IUCN als Onzeker, beoordelingsjaar 2009.